# Levendbarende alikruik
De levendbarende alikruik (Littorina saxatilis) is een slakkensoort uit de familie van de Littorinidae. De wetenschappelijke naam van de soort werd in 1978 voor het eerst geldig gepubliceerd door C. J. Hannaford-Ellis.
Eulimene: terebellata · 
Lacuna:
crassior · 
pallidula · 
parva · 
vincta

Littorina:
arcana · 
littorea · 
mariae · 
neglecta · 
nigrolineata · 
obtusata · 
saxatilis rudis · 
saxatilis saxatilis · 
saxatilis tenebrosa

Melarhaphe:
neritoides · 
suboperta